# Rhynchocypris
Rhynchocypris es un género de peces de la familia Leuciscidae. Fue descrito por el zoólogo británico Albert Günther en 1889.

## Especies
- Rhynchocypris czekanowskii (Dybowski, 1869)
- Rhynchocypris dementjevi (Turdakov y Piskarev, 1954)
- Rhynchocypris deogyuensis Lee y Sim, 2017
- Rhynchocypris lagowskii (Dybowski, 1869)
- Rhynchocypris oxycephalus (Sauvage y Dabry de Thiersant, 1874)
- Rhynchocypris percnurus (Pallas, 1814)
- Rhynchocypris poljakowii (Kessler, 1879)